# Enterprise-Klasse (2009)
Die Enterprise-Klasse ist eine aus fünf Einheiten bestehende Klasse von Bohrschiffen des Unternehmens Transocean. Die Schiffe fahren unter der Flagge der Marshallinseln.

## Technik
Die Schiffe sind 255 Meter lang, 38 Meter breit und haben 13 Meter Tiefgang. Sie sind für Wassertiefen bis 3657 Meter konzipiert und haben eine Bohrkapazität von bis zu einer Tiefe von 12.191 Meter.
Die Schiffe sind mit vier Elektro-hydraulischen Kranen ausgestattet, die jeweils bis zu 100 Tonnen heben können. Die Auslage der Krane beträgt 7,8 bis 45 Meter.
Der Antrieb erfolgt dieselelektrisch über sechs elektrisch angetriebene Azimuth-Propellergondeln von Rolls-Royce. Die Stromerzeugung übernehmen sechs Vierzehnzylinder-Dieselmotoren vom Typ MAN B&W 14V32/40 mit jeweils 7.000 kW Leistung, die sechs LDW-Siemens-Generatoren vom Typ S5E 1250-10SE+WK mit jeweils 6.456 kW Leistung antreiben. Als Notstromaggregat fungiert ein Dieselmotor vom Typ MAN B&W 7L27/38 mit 2.310 kW Leistung, der einen Hyundai-Generator mit 2.100 kW Leistung antreibt.
Die Schiffe besitzen ein System zur dynamischen Positionierung (DP).
An Bord können bis zu 200 Personen untergebracht werden.

## Die Schiffe
| Discoverer Clear Leader | 3501/5903 | 27. Februar 2006 6. August 2007 10. November 2007 26. März 2009    | 9386122 |  |
| Discoverer Americas     | 3502/5904 | 27. Februar 2006 10. März 2008 31. Mai 2008 3. August 2009         | 9400057 |  |
| Discoverer Inspiration  | 3503/5905 | 27. Februar 2006 31. August 2008 8. November 2008 31. Oktober 2009 | 9409936 |  |
| Discoverer Luanda       | 3504/5906 | 15. Juni 2007 12. Januar 2009 21. März 2009 17. März 2010          | 9456068 |  |
| Discoverer India        | 3505/5908 | 11. April 2008 20. Juni 2009 5. September 2009 23. August 2010     | 9521215 |  |
| Daten: DNV              |           |                                                                    |         |  |